# Siège de Bastia
Guerres de la Révolution française
Batailles
- Vescovato (1564)
- Calenzana (1732)
- Furiani (1763)
- Traité de Versailles (1768)
- Borgo (1768)
- Ponte-Novo (1769)
- Farinole (1793)
- Saint-Florent (1794)
- Bastia (1794)
- Calvi (1794)
- Traité de Bastia (1814)

Le siège de Bastia eut lieu en 1794, pendant les guerres de la Révolution française, lorsqu'un détachement britannique allié à des Corses assiégea la ville française de Bastia. Après six semaines de siège, la garnison capitula, manquant de fournitures par suite du blocus maintenu par la Royal Navy. Le siège se caractérisa par des différends constants entre le commandant de marine Samuel Hood et les officiers supérieurs de l'armée de terre.

## Contexte
En janvier 1794, des forces navales et terrestres britanniques intervinrent en Corse à la demande de Pasquale de Paoli, chef du mouvement pour l'indépendance de la Corse. Il fut convenu de la création d'un protectorat britannique, le Royaume de Corse. Il restait trois garnisons françaises isolées, à Saint-Florent, à Calvi et à Bastia. Leur moral était faible à cause du blocus commandé par Horatio Nelson, qui les privait de ressources.
La Corse pouvait servir de base navale aux Britanniques pour maintenir le blocus de la grande flotte française mouillant au port de Toulon. Son importance grandit après que les Alliés eurent évacué Toulon en décembre 1793. Une armée commandée par David Dundas fut débarquée pour appuyer les habitants, qui avaient été nombreux à refuser refusé l'annexion de l'île par la France en 1768. Le 18 février 1794, Dundas prit Saint-Florent, mais ne compléta pas cette prise par une attaque immédiate de Bastia. L'amiral commandant en chef des forces britanniques en Méditerranée, Hood, fut extrêmement déçu, car il comptait sur la vitesse pour prendre la Corse. Les Britanniques eurent vent que les Français constituaient un corps de secours de 12 000 hommes à Nice.

## Dispositif militaire
Bastia était la localité la plus importante de Corse et en avait été la capitale jusqu'à récemment. Les Français avaient quelque 4 000 à 5 000 hommes dans le port, alors que les Britanniques comptaient 1 200 réguliers appuyés par un contingent de miliciens corses. Nelson supervisait un blocus de la ville, mais de petits bâtiments français étaient capables de forcer ce dernier et de rapporter des fournitures d'Italie. Après la chute de Saint-Florent et à l'approche des troupes de Dundas, la garnison française de Bastia se prépara d'abord à se retirer. Lorsqu'il apparut que l'attaque n'était pas imminente, elle commença plutôt à renforcer ses défenses et à enlever une position stratégique proche du village de Cardo aux forces corses. Plusieurs troupes françaises qui s'étaient échappées de Saint-Florent vinrent renforcer la garnison. Après s'être prononcé contre une attaque immédiate, Dundas ramena ses forces vers Saint-Florent, où il pouvait en assurer le ravitaillement plus facilement. 
Après avoir rejeté l'idée d'un assaut terrestre, Dundas attendit un resserrement du blocus exercé par la Royal Navy commandée par Hood pour que la ville soit privée de fournitures. Il refusa aussi d'envisager une autre attaque avant l'arrivée des 2 000 hommes de renfort promis par Londres. Ce refus mena à des disputes avec Hood, qui favorisait un assaut immédiat sur la ville et était indifférent aux plaintes de Dundas concernant les problèmes d'approvisionnement. Le 11 mars, après des altercations répétées, Dundas décida de rentrer dans son pays et confia le commandement à son subalterne, Abraham D'Aubant. D'Aubant, partageant la position de Dundas au sujet de la campagne, refusa d'attaquer Bastia à la demande de Hood. Le conseil de guerre était divisé : les officiers de marine étaient favorables à une attaque, alors que ceux de l'armée de terre, y compris John Moore, s'y opposaient. Horatio Nelson déclara que ce serait une « honte nationale » de ne pas attaquer Bastia, mais il sous-estimait de beaucoup l'effectif de la garnison. Finalement, Hood annonça qu'il irait de l'avant sans l'appui de l'armée de terre et en reçut peu d'aide.

## Siège
Le 4 avril, quelque 1 500 soldats et marins britanniques dirigés par Nelson débarquèrent au nord de Bastia. À l'endroit recommandé par Nelson, ils commencèrent à dresser des batteries d'artillerie. Dans cet état de vulnérabilité, ils furent soulagés de voir que les Français ne tentaient aucune sortie (en). Le bombardement de la ville débuta le 11 avril après que le commandant français Lacombe-Saint-Michel eut rejeté une demande de reddition. L'artillerie française répliqua. Les Britanniques et les partisans corses purent poursuivre un feu nourri contre une tour stratégique française de Toga.
Après deux semaines, le bombardement avait eu peu d'effet sur les défenseurs alors que Hood avait cru que les Français se rendraient après dix jours. Les Britanniques continuèrent leur bombardement et détruisirent de grands pans du nord de Bastia, et le moral de la garnison française finit par baisser avec la multiplication des victimes dans ses rangs. Malgré cela, les officiers britanniques furent impressionnés par la résistance des défenseurs à mesure que le siège se prolongeait. Nelson, qui avait d'abord cru que le débarquement et le blocus entraîneraient la capitulation des Français, commença à croire qu'il lui fallait des renforts pour pouvoir lancer une attaque. D'Aubant rejeta l'idée que l'armée de terre britannique prenne les redoutes françaises autour de Cardo et utilise ces positions supérieures pour appuyer les batteries de Nelson. Malgré cela, Nelson put établir d'autres batteries, qui étaient capables de bombarder la citadelle de la ville.
Le 25 avril, Lacombe-Saint-Michel se glissa hors de Bastia théoriquement pour aller tenter d'accélérer l'envoi de renforts sur le continent, et la ville passa sous le commandement du général Gentili. Lacombe-Saint-Michel se justifia plus tard en avançant qu'il voulait arrêter une expédition de renforts français qui naviguait inutilement à destination de Bastia, qui était très près de se rendre. Entre-temps, le 15 mai, D'Aubant décida de quitter la Corse, frustré par ses relations avec la Marine, et la quitta avant l'arrivée de son remplaçant, Charles Stuart.
À la mi-mai, la situation des habitants de la ville était plus désespérée à cause du manque de vivres et de fournitures que du bombardement de Nelson.
Le 19 mai, après que des intermédiaires eurent parlementé sous le drapeau blanc, les parties conclurent une entente sur la capitulation de la ville et de sa garnison. Les conditions de capitulation furent généralement considérées comme généreuses. Les troupes françaises devaient être rapatriées par navire sur le continent français, alors que les défenseurs corses allaient bénéficier d'une amnistie. Ces conditions furent critiquées par certains officiers britanniques et Pasquale Paoli en raison de leur indulgence.

## Suites
Après avoir occupé Bastia, les forces anglo-corses se dirigèrent vers Calvi, dernier bastion français en Corse. Il fut pris en août après un long siège. Même si Paoli put devenir maître de l'île, la situation ne tarda pas à se détériorer, et en octobre 1796, les troupes britanniques se retirèrent de la Corse.

## Sources et références
- (en) Cet article est partiellement ou en totalité issu de l’article de Wikipédia en anglais intitulé « Siege of Bastia » (voir la liste des auteurs).

1. ↑  Sugden, p. 495.
2. ↑  Gregory, Anglo Corsican Kingdom, p. 73.
3. ↑  Relations des principaux siéges faits ou soutenus en Europe Volume 2 par Victor Donatien de Musset-Pathay
4. ↑  Sugden 2005, p. 461.
5. ↑  Gregory, Anglo-Corsican Kingdom, p. 67–68.
6. ↑  Sugden 2005, p. 462.
7. ↑  Sugden 2005, p. 463-464.
8. ↑  Gregory, Anglo-Corsican Kingdom, p. 68-69.
9. ↑  Gregory, Anglo-Corsican Kingdom, p. 69.
10. ↑  Gregory, Anglo-Corsican Kingdom, p. 71.
11. ↑  Sugden 2005, p. 485-486.
12. ↑  Sugden 2005, p. 489-491.
13. ↑  Sugden 2005, p. 491-492.
14. ↑  Gregory, Anglo-Corsican Kingdom, p. 72.
15. ↑  Sugden 2005, p. 490.
16. ↑  Sugden 2005, p. 493.
17. ↑  Gregory, Anglo-Corsican Kingdom, p. 72-73.
18. ↑  Gregory, Hudson Lowe, p. 22-23.